# باغ فاتح
بوستان فاتح (باغ فاتح) یا پارک تنیس یکی از بوستان‌های شهر کرج است.
یکی از فعالیت‌های عمرانی محمد صادق فاتح، احداث باغ‌های متعدد در شهر کرج بوده‌است که اکنون به پارک و فضای سبز تبدیل شده‌است.
باغ فاتح نیز یکی از آن باغ‌ها است که به پارک تنیس کرج نیز معروف است. این باغ یکی از مکان‌های تفریحی به‌ویژه در فصل‌های بهار و تابستان است. این باغ در گذشته وسعت زیادی داشته و بین ۱۳۰ تا ۳۰۰ هکتار بوده‌است. کاشت درختان این مکان در ۱۰۰ سال پیش به‌گونه‌ای مهندسی شده بود که پیش‌بینی خیابان‌های عریض امروزی را کرده بود.
مجموعه بین‌المللی تنیس جهانشهر در باغ فاتح قرار دارد این پارک هشت زمین تمرین و یک زمین مسابقه دارد با ظرفیت ۱۲۰۰ نفر، تنها مجموعهٔ تنیس در ایران است که دارای زمین‌های کفپوش شده‌است. مساحت این مجموعه ۱۶ هزار متر مربع است و از بخش‌های دیگر آن ساختمان اداری، فروشگاه ورزشی، رستوران، جایگاه ویژه مقامات و اتاق داوران، کمیته برگزاری مسابقات، استراحتگاه موقت ورزشکاران، جایگاه ویژه خبرنگاران، محوطه فضای سبز و پیست سلامت است.

## نگارخانه

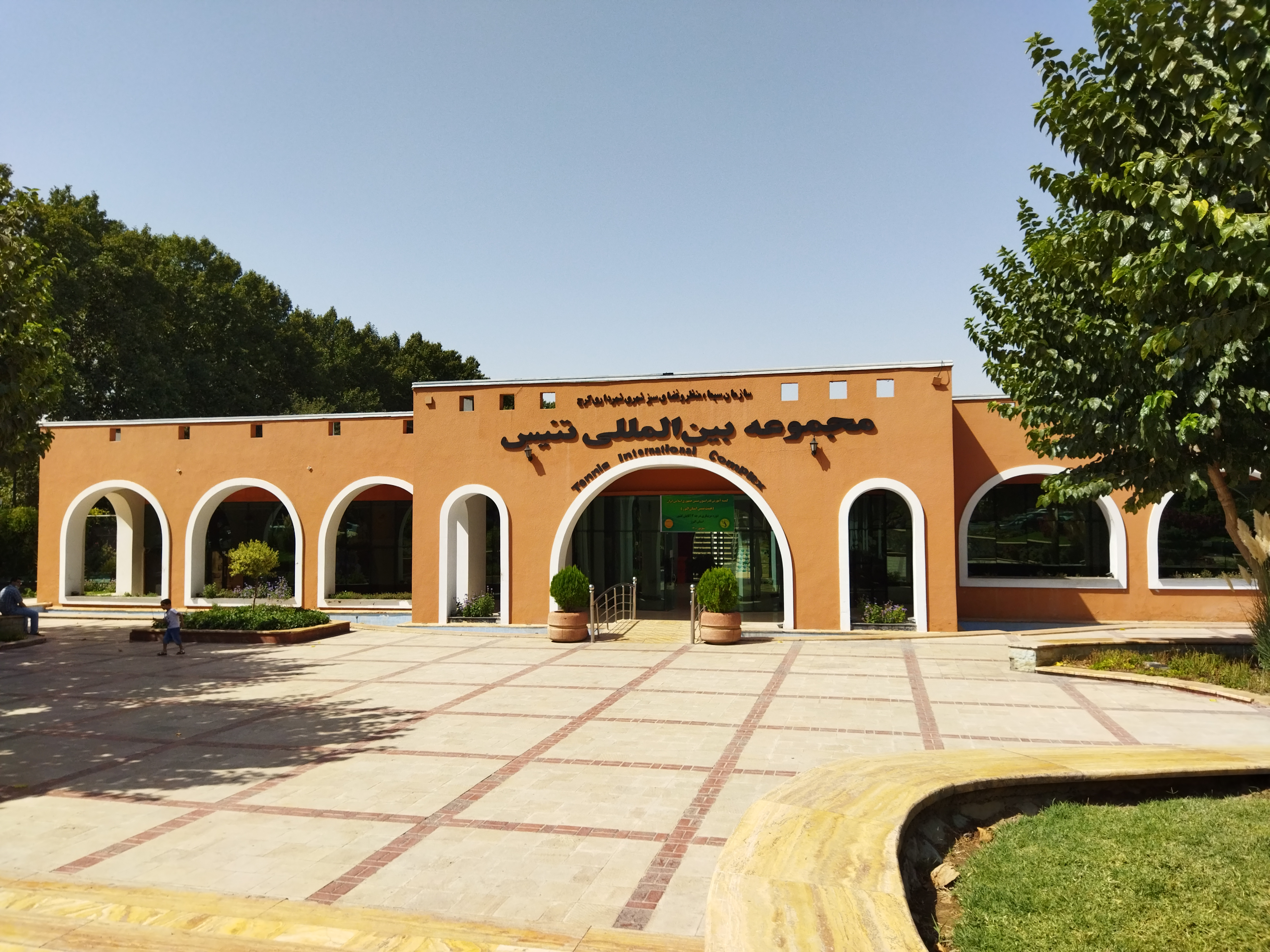
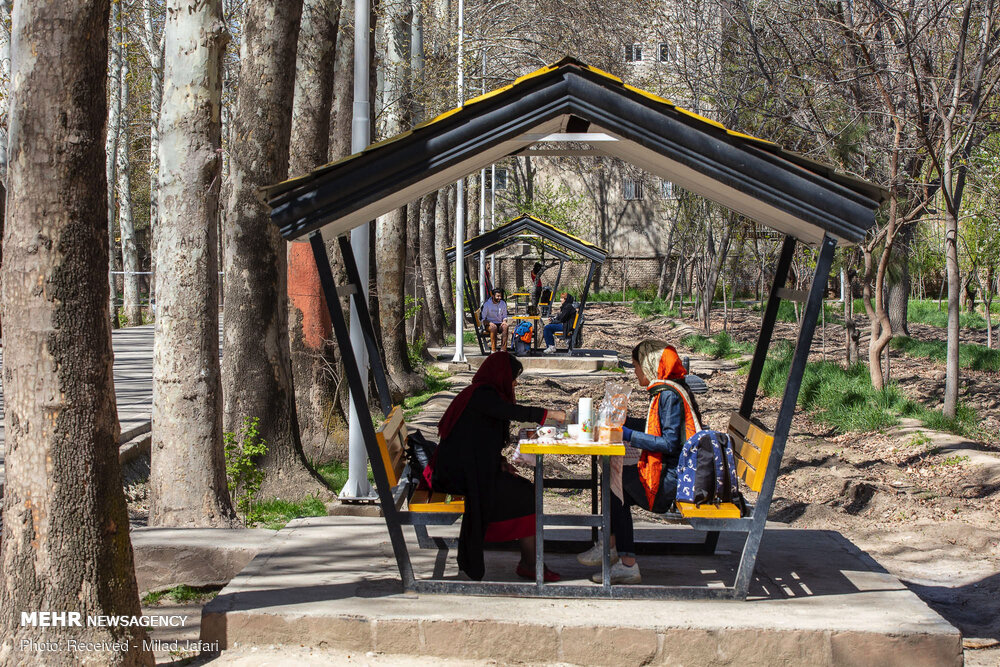
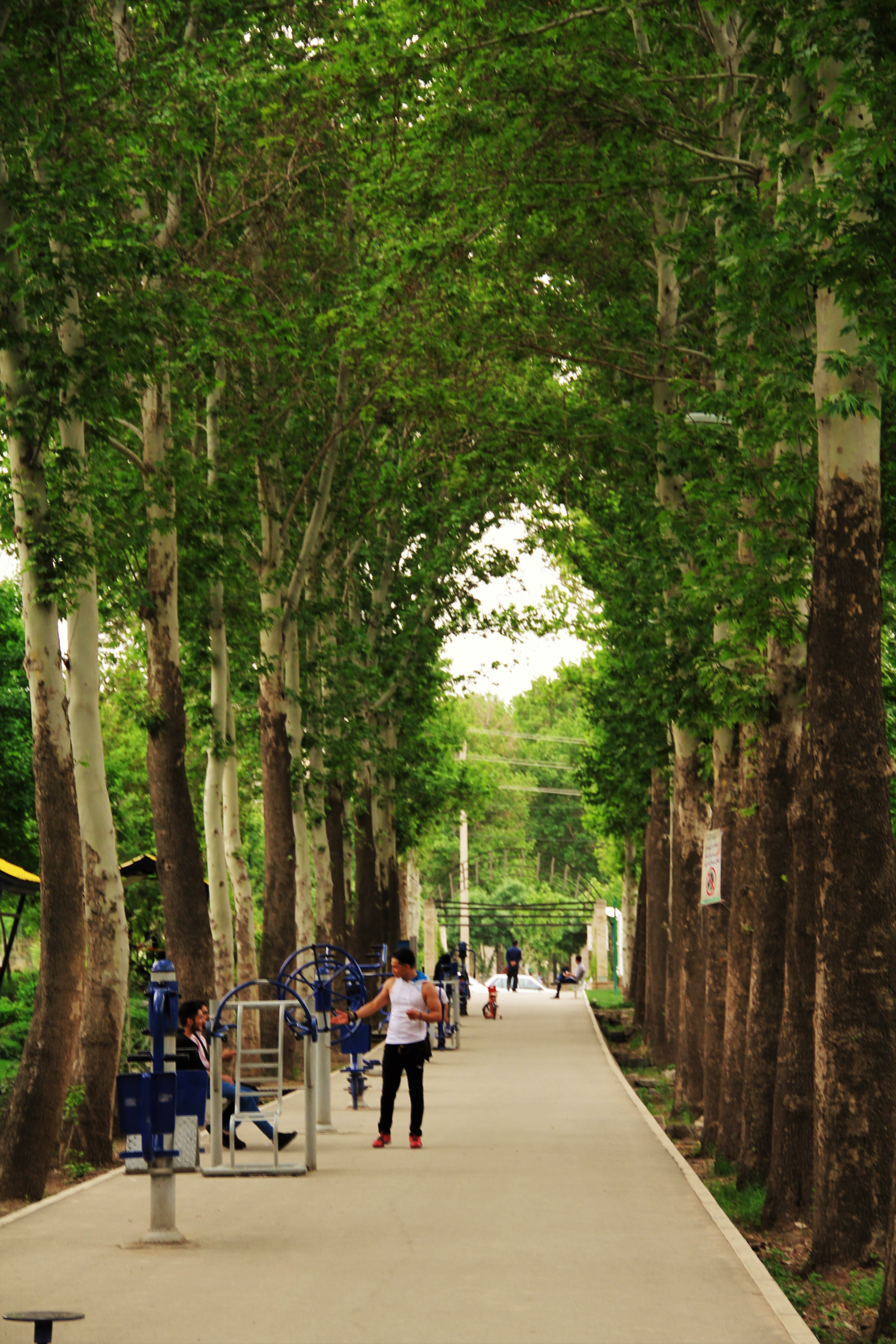
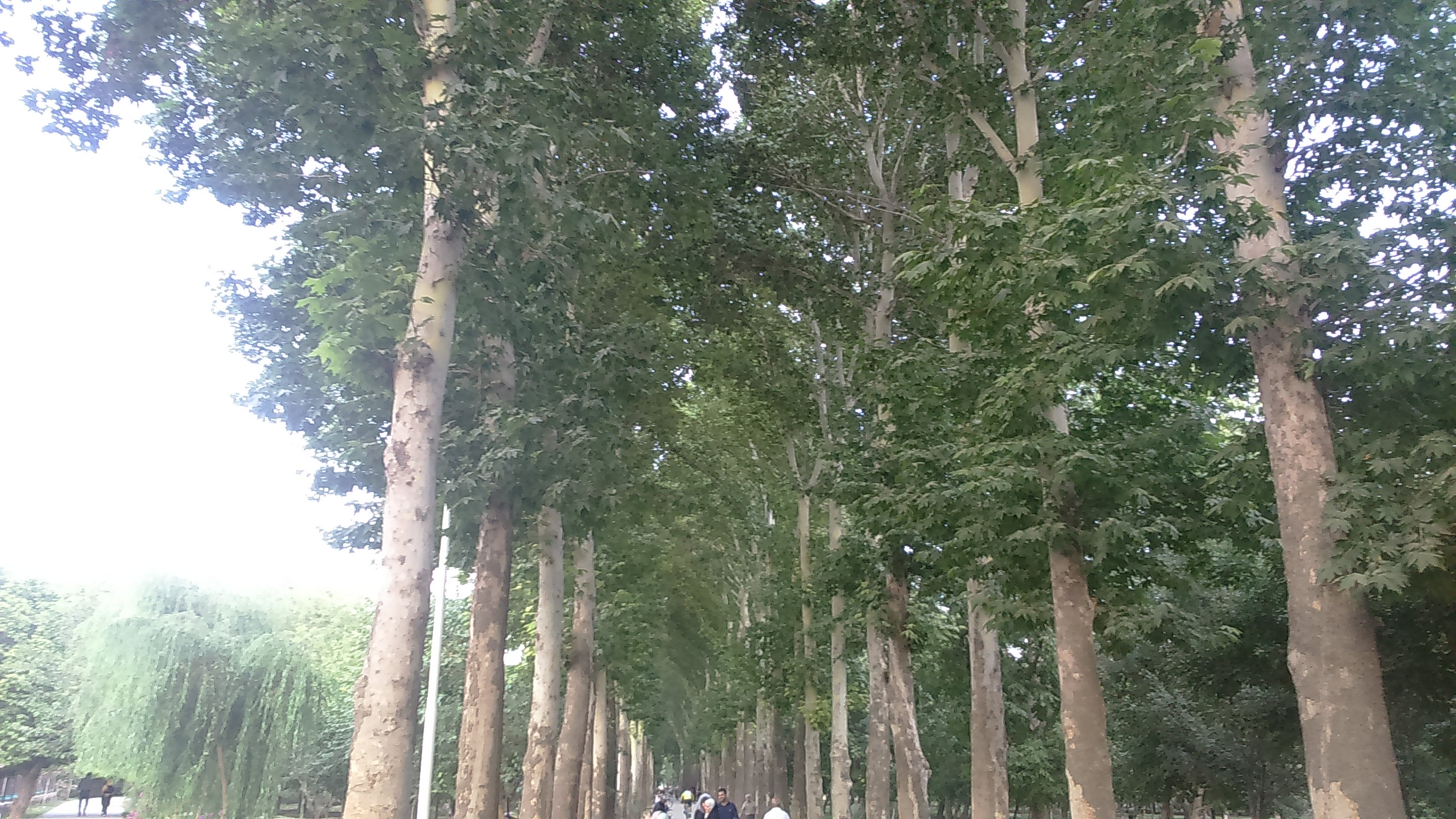
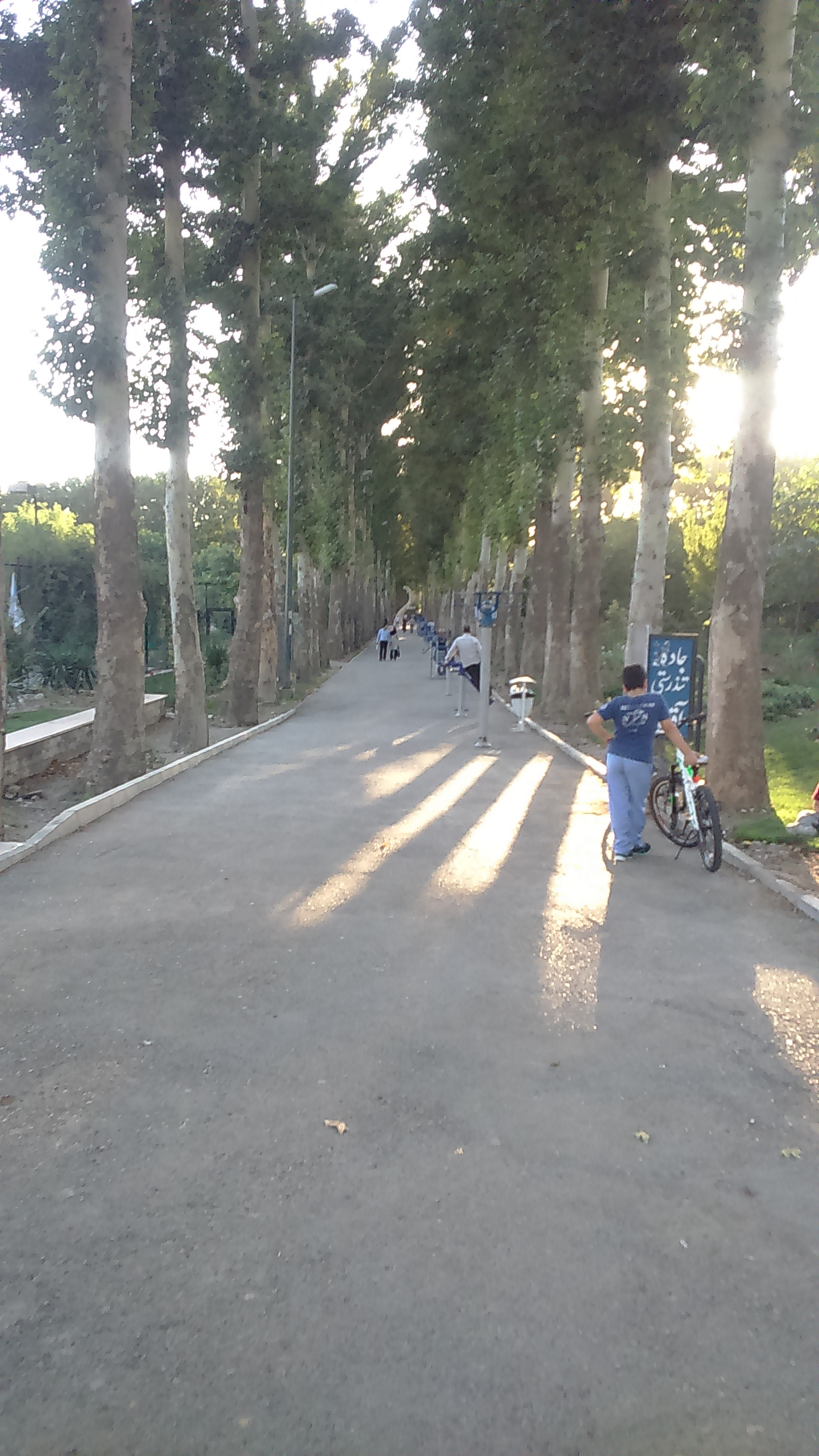
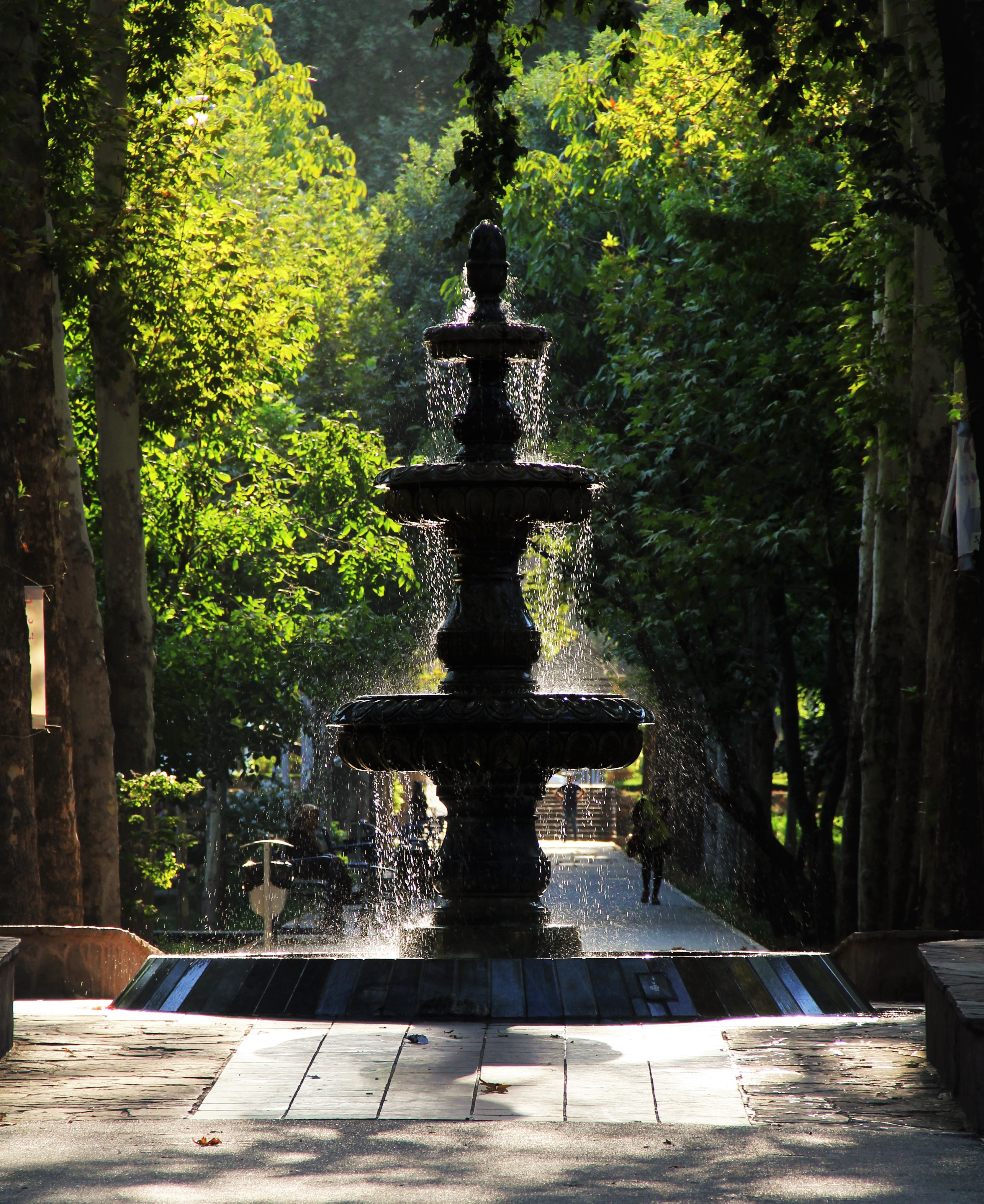
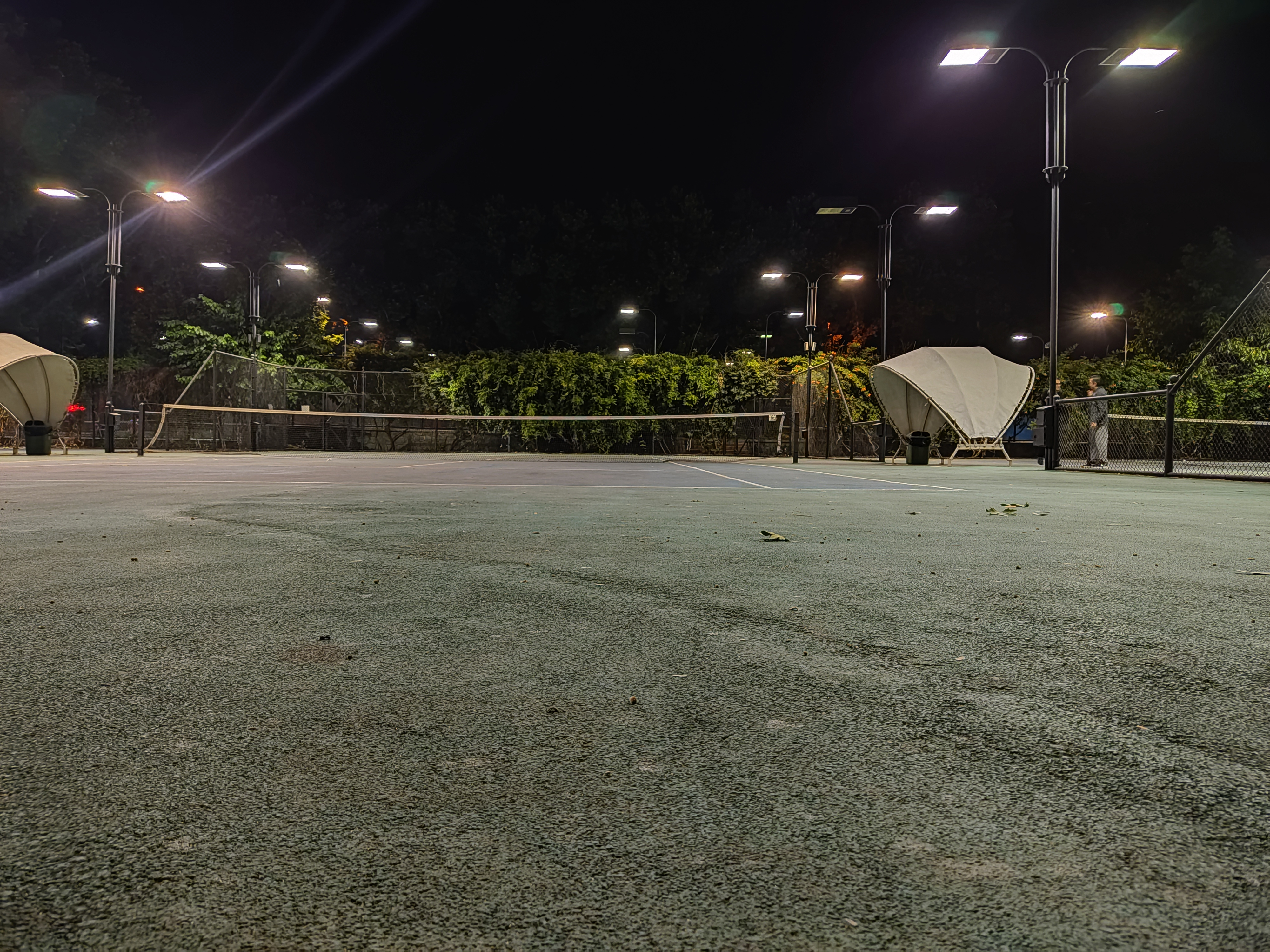